# Weihnachten mit Freddy
Weihnachten mit Freddy ist das 29. Studioalbum sowie das zweite Weihnachtsalbum des österreichischen Schlagersängers Freddy Quinn, das 1972 im Musiklabel Polydor (Nummer 2371 311) erschien. Es konnte sich nicht in den deutschen Albumcharts platzieren. Singleauskopplungen wurden keine produziert.

## Titelliste
Das Album beinhaltet folgende zwölf Titel:
- Seite 1

1. O Tannenbaum (im Original als Der Tannenbaum von August Zarnack, Ernst Anschütz und Melchior Franck, 1824[3])
2. Morgen, Kinder, wird’s was geben (im Original von Carl Gottlieb Hering, 1809[4])
3. Vom Himmel hoch, da komm ich her (im Original von Martin Luther, 1539[5])
4. Ihr Kinderlein, kommet (im Original als Die Kinder bey der Krippe von Christoph von Schmid und Johann Abraham Peter Schulz, 1810[6])
5. Kommet, ihr Hirten (im Original ein Volkslied[7])
6. Stille Nacht, heilige Nacht (im Original von Franz Xaver Gruber und Joseph Mohr, 1818[8])

- Seite 2

1. Morgen kommt der Weihnachtsmann (im Original als Ah ! vous dirai-je, maman ein Volkslied[9])
2. Jingle Bells (im Original als One-Horse Open Sleigh von James Lord Pierpont, 1857[10])
3. Glocken läuten
4. El Nacimiento (im Original von Los Fronterizos & Cantoría de la basílica del Socorro, 1965[11])
5. Sankt Niklas war ein Seemann
6. White Christmas (im Original von Bing Crosby & Marjorie Reynolds, 1942[12])